# تپه حلقه چمن پیرملو
تپه حلقه چمن پیرملو مربوط به عصر مس و سنگ قدیم است و در شهرستان اسدآباد، بخش مرکزی، روستای آق بلاغ واقع شده و این اثر در تاریخ ۱۰ بهمن ۱۳۸۳ با شمارهٔ ثبت ۱۱۳۷۰ به‌عنوان یکی از آثار ملی ایران به ثبت رسیده است.